# 北剣淵駅
北剣淵駅（きたけんぶちえき）は、北海道（上川総合振興局）上川郡剣淵町藤本町にあった北海道旅客鉄道（JR北海道）宗谷本線の駅（廃駅）である。駅番号はW41。電報略号はキチ。
一部の普通列車は通過し、2020年3月14日改正時点では、下り4本、上り3本のみの停車となっていた。

## 歴史

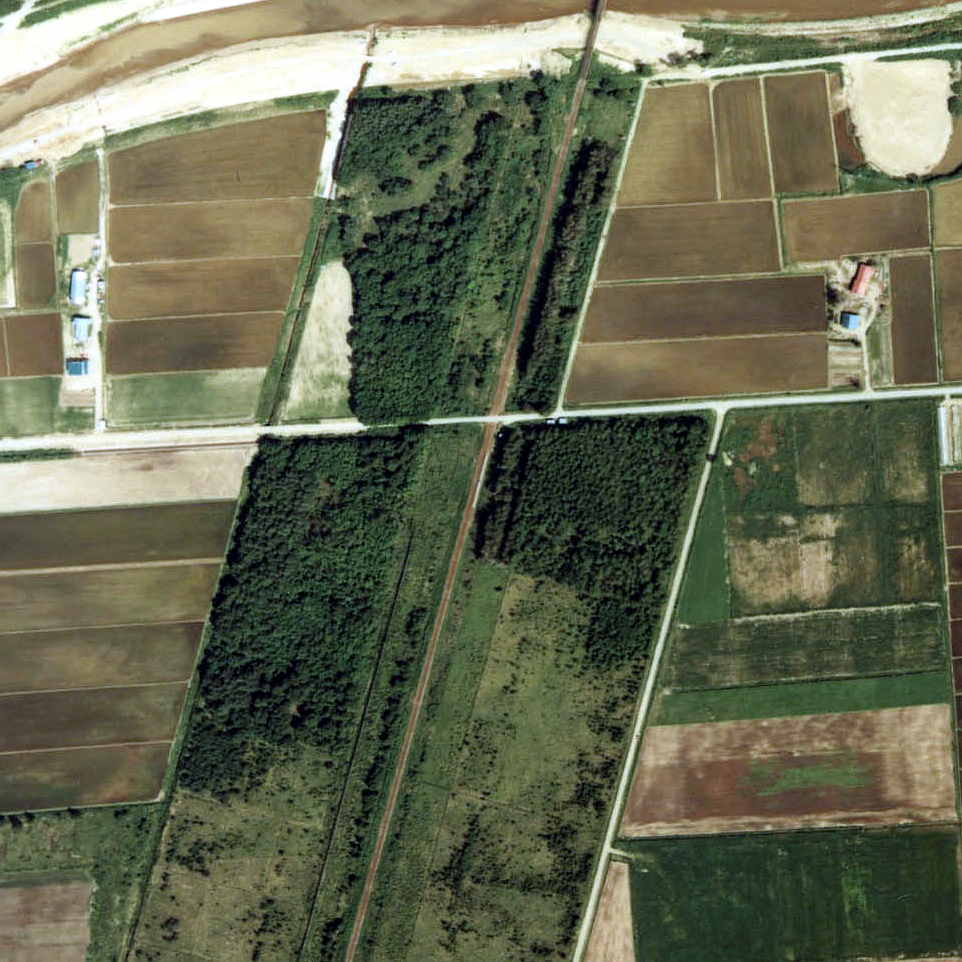
1977年の北剣淵駅と周囲約900m範囲の状況。上が名寄方面。駅の名寄側に十二線道の踏切がある。上端は剣淵川支流の犬牛別川。

乗降場設置の陳情書には、地域住民の他、ワラビ採取期間（5月 - 7月）や魚釣り期間（5月 - 10月）の利用も見込み、必要性を訴えていた。
- 1959年（昭和34年）11月1日：日本国有鉄道宗谷本線の剣淵駅 - 士別駅間に北剣淵仮乗降場（局設定）として新設開業[4]。旅客のみ取扱い。
- 1987年（昭和62年）4月1日：国鉄分割民営化により、北海道旅客鉄道（JR北海道）の駅となると共に、駅に昇格。北剣淵駅となる[4]。旅客のみ取扱い。
- 1990年（平成2年）3月10日：営業キロ設定。
- 2013年（平成25年）4月10日：ロックバンド「amazarashi」が同日発売のアルバム「ねえママあなたの言うとおり」の収録曲「性善説」のミュージックビデオを当駅をはじめとする剣淵町内で撮影[5]。
- 2019年（令和元年）12月3日：JR北海道アクションプラン（宗谷線）[JR 3]に基づき『極端にご利用の少ない駅の廃止または自治体による維持管理についての各自治体との協議』としてJR北海道が駅の存廃を宗谷本線活性化協議会に打診する。
- 2020年（令和2年）
  - 3月6日：同日開催された剣淵町の町議会で、当駅の廃止を容認したとの報道がされる[新聞 2]。
  - 3月28日：3月27日に宗谷本線活性化推進協議会が、2021年春に実施予定の当駅の廃止を容認したことが報道される[新聞 3]。
- 2021年（令和3年）3月13日：利用者減少とダイヤ改正に伴い、廃止[JR 1][JR 2][新聞 1]。

### 駅名の由来
「剣淵」の北方に位置するために「北」を冠した。なお、所在地の「藤本町」は1908年（明治41年）に同地で農場を開設した藤本本蔵の姓による。

## 駅構造
単式ホーム1面1線を有する地上駅。ホームは線路の東側（稚内方面に向かって右手側）に存在した。分岐器を持たない棒線駅となっていた。
仮乗降場に出自を持つ開業時からの無人駅で、ホーム北側の出入口から少し離れた位置に待合所を有した。下見板張りの建物で、一部劣化しトタンが張られていた。ホームは木製デッキ式で、稚内方にスロープを有し駅施設外に連絡していた。トイレは無かった。
ホームの横には鉄道防風林がある。
いわゆる秘境駅のひとつに数えられた。

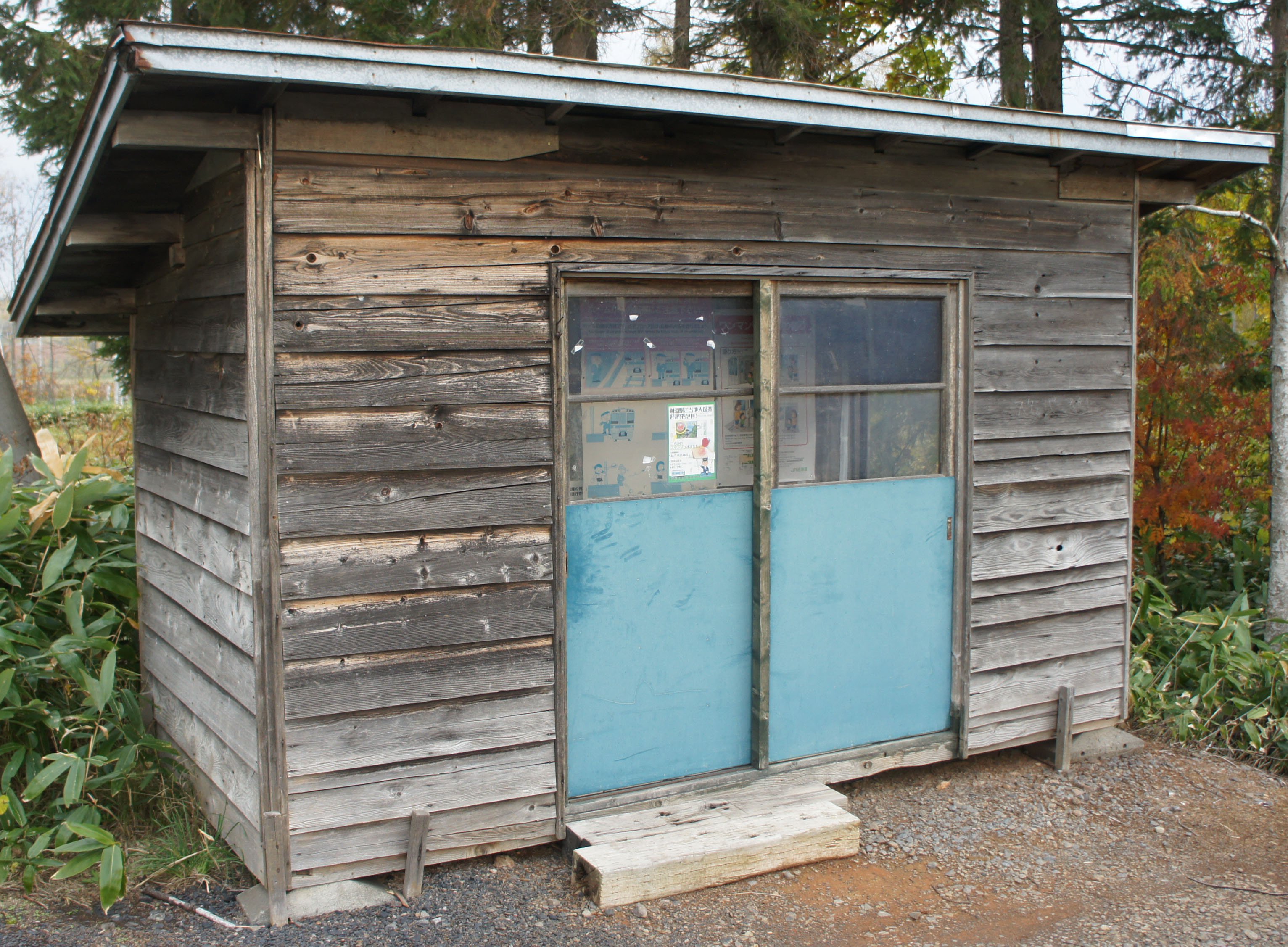
待合所（2017年10月）
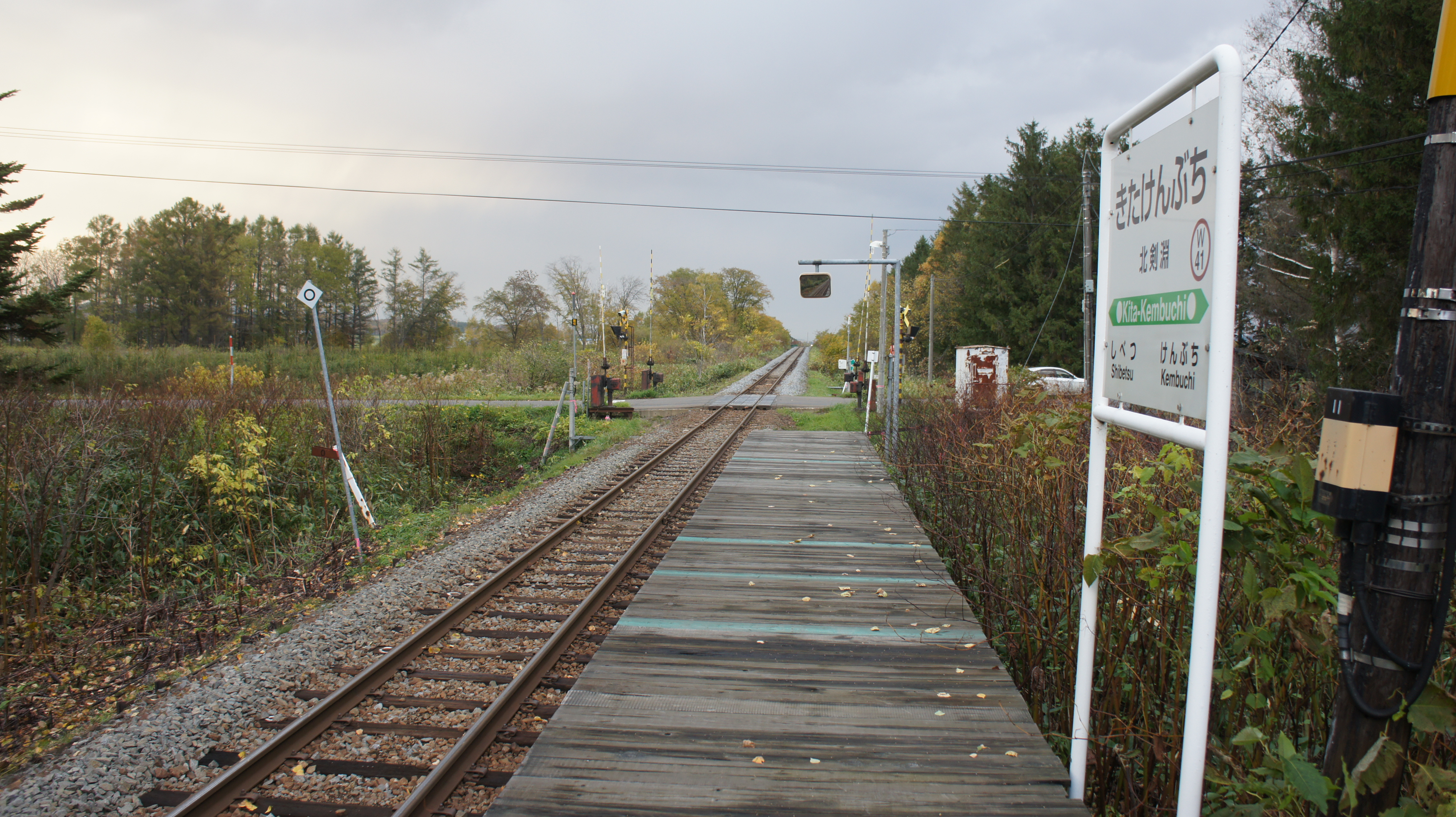
ホーム（2017年10月）
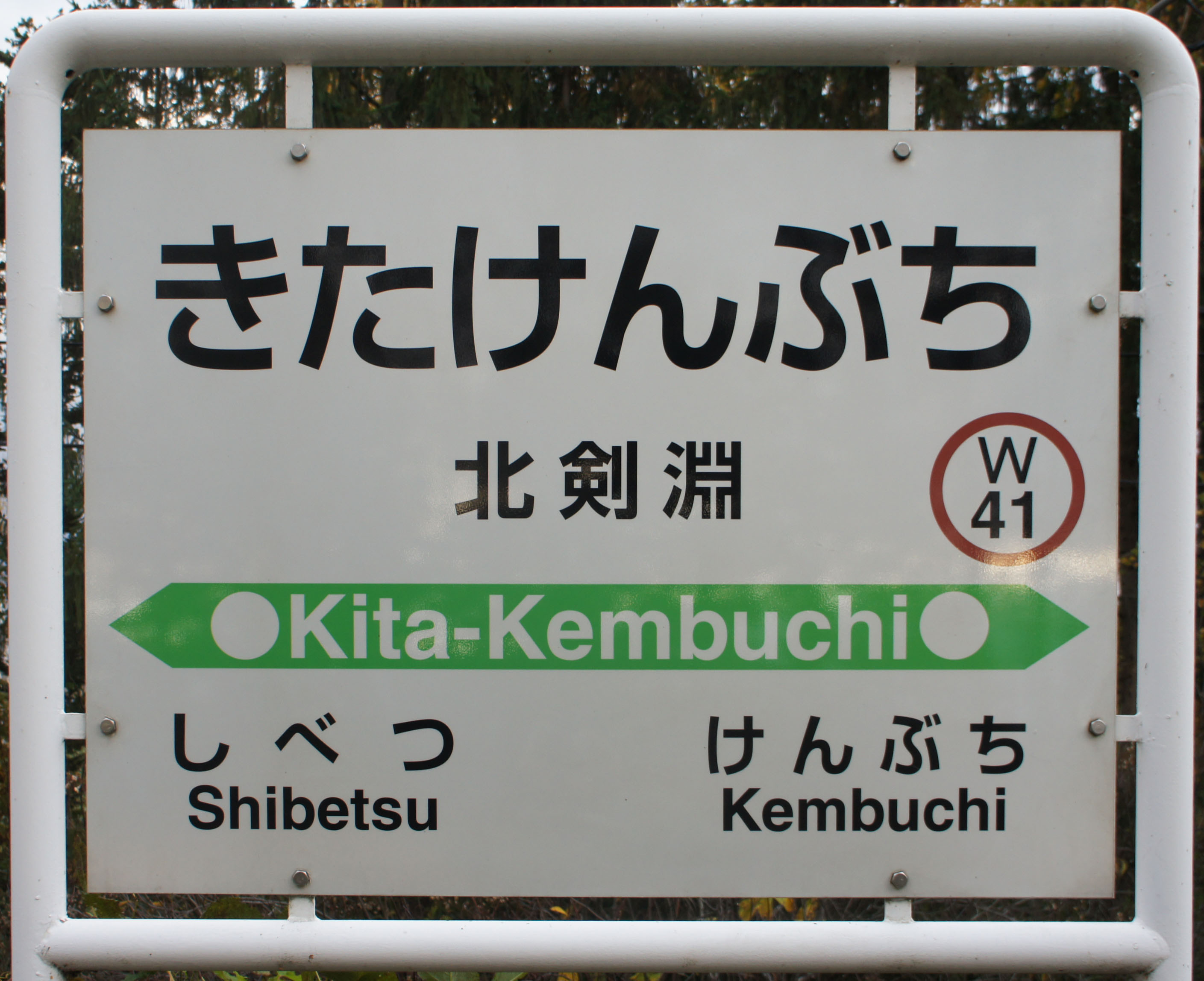
駅名標（2017年10月）

## 利用状況
- 1992年度（平成4年度）の1日乗降客数は2人[8]。
- 2011 - 2015年（平成23 - 27年）の乗車人員（11月の調査日）平均は「1名以下」[JR 4]。
- 2013 - 2017年（平成25 - 29年）の乗車人員（特定の平日の調査日）平均は0.0人[JR 5]。
- 2014 - 2018年（平成26 - 30年）の1日平均乗降客数は0.2人[新聞 2]、乗降人員調査（11月の調査日）平均は「1名以下」[JR 6]。
- 2015 - 2019年（平成27 - 令和元年）の乗車人員（特定の平日の調査日）平均は0.4人[JR 7]、乗降人員調査（11月の調査日）平均は「1名以下」[JR 8]。

1日の平均乗降人員は以下の通りである。
| 乗降人員推移 | 乗降人員推移 |
| 年度         | 1日平均人数  |
| ------------ | ------------ |
| 2014         | 2            |

## 駅周辺
農耕地の中に位置する。周囲の人家は3軒のみである。稲作地帯である。鉄道防風林と広大な田んぼが広がる。
- 国道40号
- 道央自動車道士別剣淵インターチェンジ
- 北海道道536号剣淵原野士別線
- 犬牛別川 - 駅の北[10]。剣淵川の支流で、町境を流れている[10]。
- 道北バス「灘波田橋」停留所（道道536号沿い）

## 隣の駅
北海道旅客鉄道（JR北海道）
■宗谷本線（廃止時点）
剣淵駅 (W40) - 北剣淵駅 (W41) - 士別駅 (W42)

### JR北海道
1. 1 2  『来春のダイヤ見直しについて』（PDF）（プレスリリース）北海道旅客鉄道、2020年12月9日。オリジナルの2020年12月9日時点におけるアーカイブ。2020年12月9日閲覧。
2. 1 2  『2021年3月ダイヤ改正について』（PDF）（プレスリリース）北海道旅客鉄道、2020年12月18日。オリジナルの2020年12月18日時点におけるアーカイブ。2020年12月18日閲覧。
3. ↑  “地域交通を持続的に維持するために｜企業・採用｜JR北海道- Hokkaido Railway Company”. www.jrhokkaido.co.jp. 2020年3月30日閲覧。
4. ↑  “極端にご利用の少ない駅（3月26日現在）” (PDF). 平成28年度事業運営の最重点事項.   北海道旅客鉄道. p. 6 (2016年3月28日). 2017年9月25日閲覧。
5. ↑  “駅別乗車人員（【別添資料】（2）宗谷本線（旭川・稚内間）の状況）” (PDF). 宗谷線（旭川～稚内間）事業計画（アクションプラン）.   北海道旅客鉄道. pp. 11-12 (2019年4月). 2019年4月18日時点のオリジナルよりアーカイブ。2019年4月18日閲覧。
6. ↑  “駅別乗車人員” (PDF). 全線区のご利用状況（地域交通を持続的に維持するために）.   北海道旅客鉄道. 2020年1月20日時点のオリジナルよりアーカイブ。2020年1月20日閲覧。
7. ↑  “駅別乗車人員（【別添資料】（2）宗谷本線（旭川・稚内間）の状況）” (PDF). 宗谷線（旭川～稚内間）第2期事業計画（アクションプラン）. p. 10 (2021年4月16日). 2021年4月19日時点のオリジナルよりアーカイブ。2021年4月29日閲覧。
8. ↑  “駅別乗車人員” (PDF). 地域交通を持続的に維持するために > 全線区のご利用状況.   北海道旅客鉄道 (2020年10月30日). 2020年11月2日時点のオリジナルよりアーカイブ。2020年11月7日閲覧。

### 新聞記事
1. 1 2  “18無人駅に「ありがとう」 JRダイヤ改正で廃止 住民やファン 各地で別れ”. 北海道新聞. (2021年3月13日).  オリジナルの2021年3月13日時点におけるアーカイブ。 2021年3月13日閲覧。
2. 1 2  “東六線、北剣淵駅の廃止容認 剣淵町長”. 北海道新聞. (2020年3月6日).  オリジナルの2020年3月7日時点におけるアーカイブ。 2020年3月7日閲覧。
3. ↑  “宗谷線13無人駅 来年3月廃止へ”. 北海道新聞. (2020年3月28日).  オリジナルの2020年3月28日時点におけるアーカイブ。 2020年3月28日閲覧。